# Garcia de Noronha

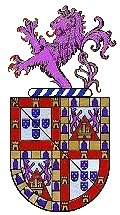
Escut d'armes de la família Noronha.

Garcia de Noronha (Lisboa, 1479 — Cochín, 3 d'abril de 1540), trinét del rei Ferran I de Portugal, va ser nomenat 10è governador de l'Índia portuguesa i nominalment tercer virrei, el 1537, gairebé al final de la seva vida.
Va ser també capità major, càrrec immediat inferior al de virrei que llavors exercia el seu oncle matern Afonso d'Albuquerque, amb el qual va participar en les conquestes de Goa, Ormuz i Calicut.

## Biografia
Garcia de Noronha va néixer el 1479, a Lisboa. Hidalgo de Consell de Manuel I i de Joan III, senyor i alcalde major de Cartaxo, mosso gentilhome i després cavaller gentilhome de la Casa Reial. Tenia de renda 6.500 reals al mes en tornar de l'Índia el 1538, en la nao Espírito Santo. García va ser considerat «un dels majors homes de Portugal». La seva vida va ser tractada pels cronistes João de Barros, Damião de Góis, Fernão Lopes de Castanheda i Brás de Albuquerque, a més de ser objecte de referència en la cèlebre obra Os Lusíadas, de Luís de Camõés.
Va servir en el nord d'Àfrica i va anar per primera vegada a l'Índia el 1511 com a capità major d'una flota composta per sis naus. Va ser notable la seva conquesta de Benastaram i va destacar també en l'expedició al mar Roig així com en les negociacions amb el rei (samorin) de Calicut.
Va ser després capità major d'Ormuz, en la conquesta de la qual va participar i la fortalesa de la qual va manar construir. El 1516 va tornar a Portugal on va romandre per 22 anys com a conseller del rei Manuel I i senyor i alcalde major de Cartaxo. Va estar present en el casament de Manuel I amb Eleonor i «va ser un dels gentilhomes que li van besar la mà». Quan el 1534 el rei del Marroc va assetjar Safi amb un exèrcit de 90.000 homes, Joan III de Portugal el va nomenar capità major de l'armada que va partir per al nord d'Àfrica per combatre l'amenaça, la qual cosa va aconseguir obligant al rei del Marroc a aixecar el setge i quedant a més com a capità major i governador de Safi.

### Governador de l'Índia portuguesa
Nomenat 10è governador de l'Índia portuguesa o nominalment el 3r virrei de l'Índia (ja que fora de Francisco de Almeida i de Vasco da Gama la resta només tenien el títol de governador tot i exercir de facto com a virreis), va partir novament per l'Índia el 1538, portant amb ell a 114 dels principals gentilhomes del regne.
Datada el 29 d'octubre de 1539, García de Noronha va enviar una interessant carta al secretari d'Estat António Carneiro, on dona notícies d'Ormuz i Bazaín i comenta sobre el govern i la decadència de l'Estat de l'Índia, sobretot per causa de les lluites i les accions de la hisenda real, concloent que, amb 44 anys de servei i molt vell, es veia sense forces per sustentar aquest govern. Aquesta situació va empitjorar molt després de la seva mort, succeint-li en el càrrec Estevão da Gama. Va exercir el càrrec fins a la mort el 3 d'abril de 1540 a Cochin.
En una carta al rei del 3 de novembre de 1540, Sebastian Garcez esmenta un gran desordre a l'Índia després de la mort del virrey García de Noronha, afirmant que, una vegada que va entrar al govern el successor Estevão da Gama (governador de 1540 a 1542) va exercir aquest moltes violències. García havia intentat col·locar cert ordre en l'ús i abús dels privilegis a Goa.
García de Noronha va estar casat amb la seva cosina Inés de Castro (1494 – 1565), germana de João de Castro, virrei de l'Índia (1545-1548)